# Prix Gabriel-Tarde
Le prix Gabriel-Tarde récompense depuis 1972, tous les deux ans (sauf exceptions), le meilleur travail en français de recherche en criminologie (science juridique, psychologie, philosophie pénale, sociologie, anthropologie, géographie...). Financé par le Ministère de la Justice, il est décerné par un jury international indépendant, réuni sous l'égide de l'Association française de criminologie.

## Liste des lauréats
- 1972 : Catherine Balle pour La Menace et son traitement judiciaire. Étude sociologique d’un langage de violence
- 1973 : Claude Faugeron pour Analyse typologique des représentations sociales de la justice criminelle en France. Et Michel Planche  pour Les Prisons de Paris au XVIIIe siècle
- 1974 : Hanna Malewska et Vincent Peyre pour Délinquance juvénile, famille, école et société
- 1975 : Pierre Lascoumes pour Prévention et contrôle social.
- 1976 : Bruno du Pouget de Nadaillac pour Les Groupes adolescents de banlieue
- 1978 : Michel Chauvière pour Recherche sur la rééducation et le secteur enfance inadaptée (1940-1950)
- 1979 : Arlette Farge pour Vivre à Paris dans la rue au XVIIIe siècle.
- 1980 : Jean-Michel Pichery pour Le Jeune Adulte délinquant
- 1981 : Henri Souchon pour Analyse comparative de la pratique policière de l’admnonestation. France, Québec, Grande-Bretagne
- 1982 : Sylvie Cimamonti pour Le Processus d’élaboration et de discussion de la loi du 2 février 1981 renforçant la sécurité et protégeant la liberté des personnes. Essai d’analyse sociologique
- 1983 : Jean-Marie Fecteau pour La Pauvreté, le crime et l’État. Essai sur l’économie du contrôle social au Québec (1791-1840)
- 1987 : René Levy pour Du suspect au coupable, le travail de police judiciaire
- 1989 : Roger Dufour-Gompers pour L’Image et le corps : psychothérapie en milieu carcéral
- 1994 : Marie Vogel pour Les Politiques des villes entre local et national : l’administration des polices urbaines sous la IIIe République
- 1996 : Philippe Combessie pour Prisons des villes et des campagnes : étude d’écologie sociale
- 1999 : Charlotte Vanneste pour Les Chiffres des prisons de 1830 à 1995 : des mécanismes économiques à leur traduction pénale
- 2001 : Hélène L'Heuillet pour Basse politique, haute police. Une approche historique et philosophique de la police
- 2003 : Benoît Dupont pour Construction et réformes d’une police : le cas australien (1788-2000)
- 2005 : Carla Nagels pour Jeunes et violence - Une rencontre  programmée par la crise de solidarité. Analyse du discours de la chambre des représentants de Belgique 1981- 1999 (thèse de doctorat en criminologie, université libre de Bruxelles (ULB), 2004)
- 2007 : François Bonnet pour La Production organisée de l’ordre. Contrôler des gares et des centres commerciaux à Lyon et à Milan
- 2009 : Claire Secail pour Le Crime à l'écran : le fait divers criminel à la télévision française
- 2011 : Olivier Milhaud pour Séparer et punir, les prisons françaises mises à distance et punition par l’espace
- 2013 : Xavier de Larminat pour La Probation en quête d’approbation : l’exécution des peines en milieu ouvert entre gestion des flux et gestion des risques[1]
- 2015 : Lucie Bony pour De la prison, peut-on voir la ville? Continuum carcéral et socialisation résidentielle[2]
- 2017 : Pas de prix décerné
- 2019 : Océane Pérona pour Le Consentement sexuel saisi par les institutions pénales. Policiers, médecins légistes et procureurs face aux violences sexuelles[3]
- 2024: Delphine GRIVEAUD pour sa thèse de sciences politiques « La justice restaurative en France – Sociologie politique d’un « supplément d‘âme » à la justice pénale ». Le jury a également distingué deux autres travaux de thèse par l’attribution de mentions :
  - à Mme Anne BESSETTE pour sa thèse de sociologie intitulée « Du vandalisme d’œuvres d’art. Destructions, dégradations et interventions dans les musées en Europe et en Amérique du Nord depuis 1970 »,
  - à M. Corentin DURAND pour sa thèse de sociologie intitulée « Les reconfigurations de la relation carcérale. La « sociologie des espaces de communication entre prisonnier-es et autorités pénitentiaires »[3].

## Source
- Cet article est partiellement ou en totalité issu de l'article intitulé « Gabriel Tarde » (voir la liste des auteurs).